# مهمة العودة بالعينات

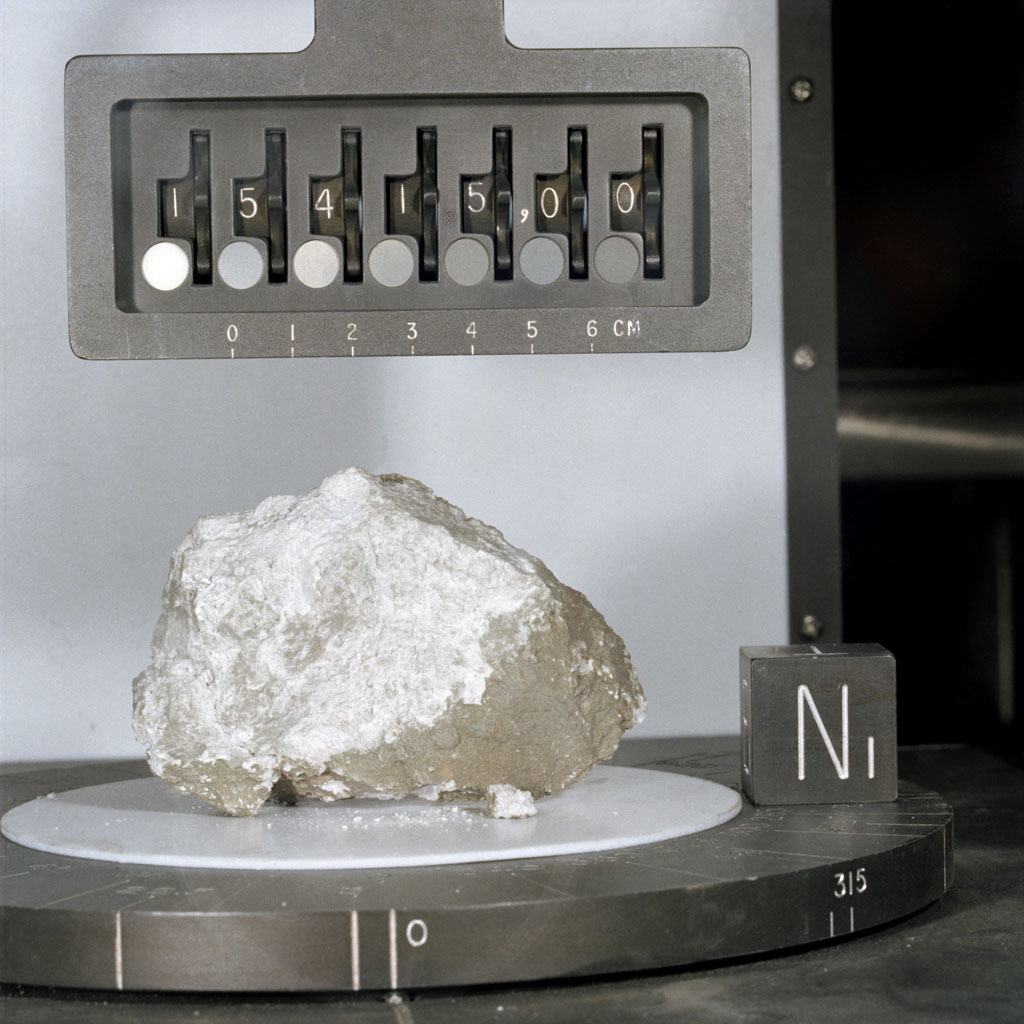
"صخرة التكوين" احضرت للأرض من القمر خلال مهمة أبولو 15

مهمة جمع العينات أو مهمة العودة بالعينات (بالإنجليزية: Sample return mission)‏ هي مهمة فضائية تهدف إلى جمع وجلب عينات ملموسة من مكان خارج الأرض إلى الأرض بغرض دراستها وتحليلها. البعثات قد تجلب معها مجرد ذرات وجزيئات أو مجموعة من المركبات المعقدة مثل السوائل اللينة («التربة») والصخور. يتم الحصول على هذه العينات بعدة طرق، من ضمنها مصفوفة المجمعات والتي تستخدم لالتقاط جزيئات الرياح الشمسية أو حطام المذنبات، التربة وحفريات الصخور.
حتى وقتنا الحاضر تمكن البشر من جمع عينات من 6 أجسام في المجموعة الشمسية وكذلك عينات من الرياح الشمسية. هذه العينات تم الحصول عليها من خلال ثلاث طرق: جمع عينات الأرض نفسها، جمع حطام النيازك التي سقطت على الأرض، وجمع العينات من خلال بعثات العودة بالعينات. عينات من صخور القمر تم جمعها بواسطة كل من النيازك التي سقطت على الأرض ومن خلال البعثات المأهولة وغير المأهولة. المذنب ويلد 2 والكويكب إيتوكاوا 25143 تمت زياتهما بواسطة مركبة فضائية غير مأهولة وقامت بإعادة عينات منه إلى الأرض.

## الاستخدام العلمي

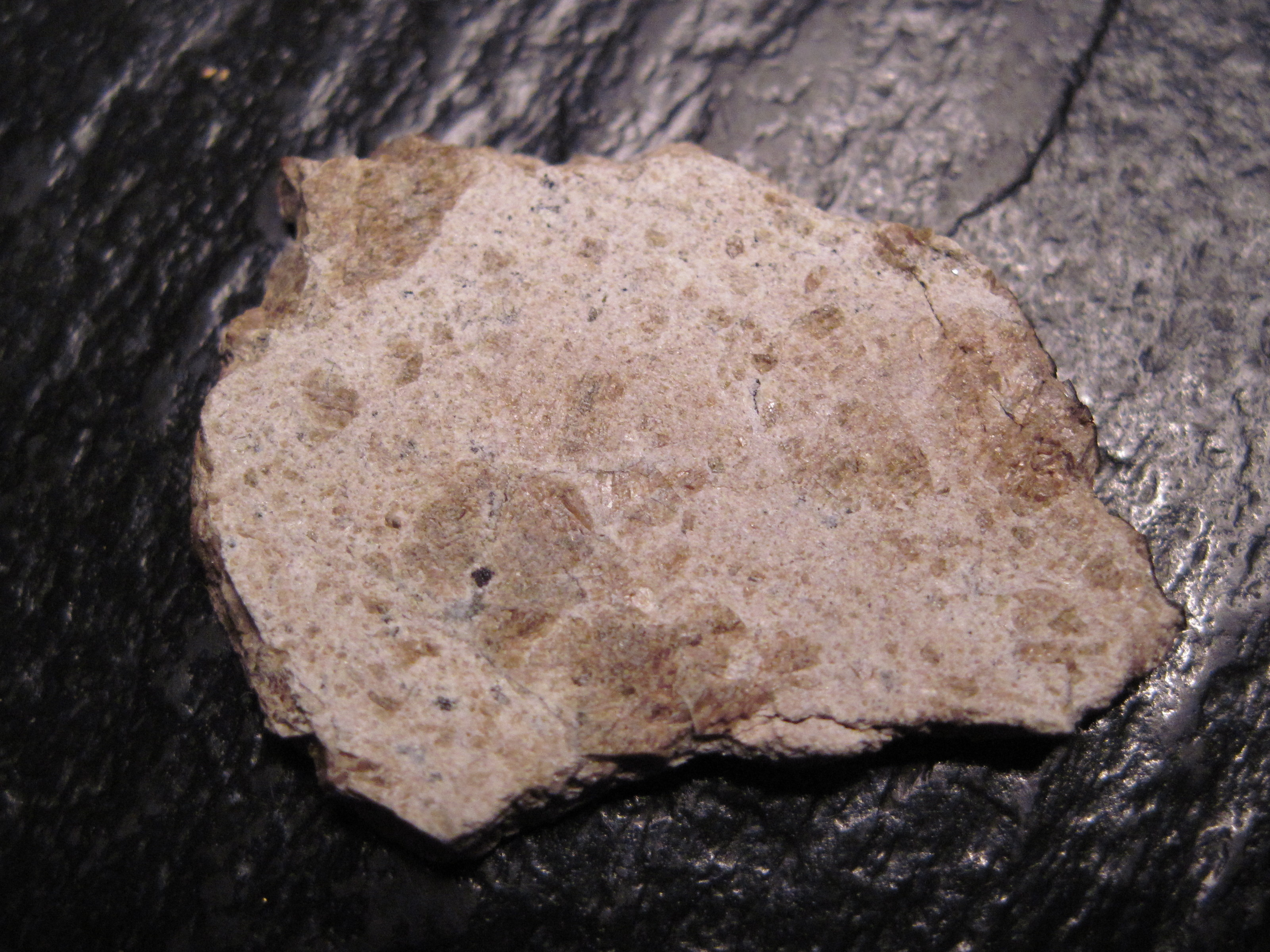
نيزك من كويكب 4 فيستا سقط في إفريقيا

العينات الموجودة على الأرض يتم تحليلها في المختبرات كجزء من إستكشاف النظام الشمسي حتى نتمكن من تعزيز معرفتنا وفهمنا للنظام الشمسي. حتى الآن العديد من الاكتشافات العلمية المهمة حول النظام الشمسي تمت عن بعد بواسطة التلسكوب، وأرسلت البعثات لدراسة بعض أجرام المجموعة الشمسية من خلال مركبة فضائية مع أدوات قادرة على الإستشعار وتحليل العينات عن بعد. ومع أن هذه الطريقة تعتبر الأسهل في استكشاف النظام الشمسي ولكن الأدوات العلمية المتوفرة هنا على الأرض لدراسة العينات هي أكثر تطورا وتنوعا من تلك الموجودة في المركبات الفضائية. تحليل العينات على الأرض يسمح بمتابعة البحث باستعمال أدوات مختلفة، من بينها أدوات لم يتم تطويرها بعد، وعلى النقيض فإن المركبة الفضائية لايمكنها سوى حمل عدد محدود من أدوات التحليل ويجب اختيارها وبنائها قبل وقت طويل من انطلاق المركبة.

## طرق جمع العينات
فيما يلي بعض طرق جمع العينات:

### مصفوفة المجمعات

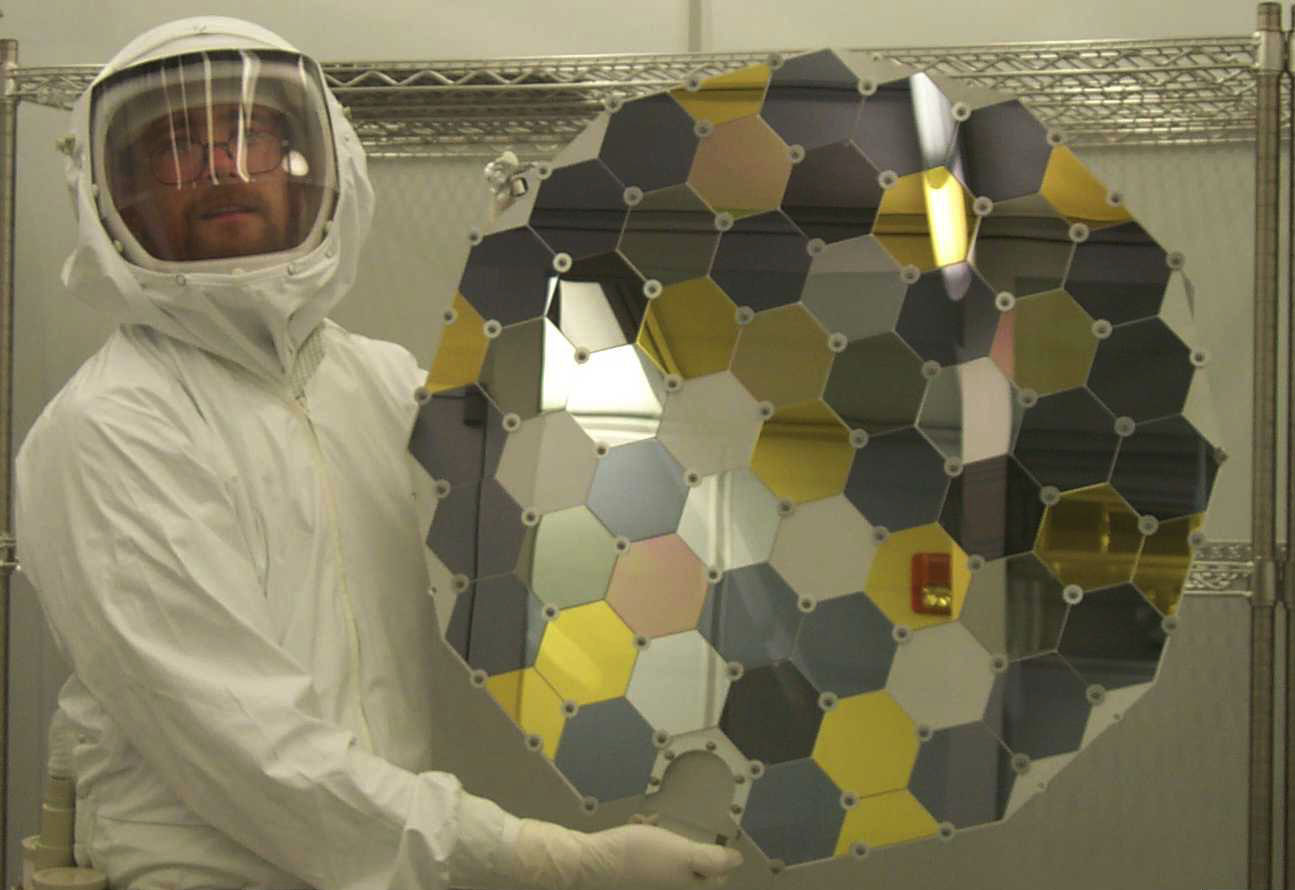
مصفوفة المجمعات المستخدمة في مركبة جينيسيس وتتكون من شبكة من الرقاقات فائقة النقاء ومصنوعة من مواد مختلفة: السيليكون، الذهب، الياقوت، والماس.

تُستخدم مصفوفة المجمعات لجمع الملايين من الذرات والجزيئات باستعمال عدد من الرقاقات المصنوعة من عناصر مختلفة. البنية الجزيئية لهذه الرقاقات تسمح لها بجمع جزيئات ذات أحجام مختلفة.
مصفوفات التجميع تكون مفيدة لجمع ذرات صغيرة وسريعة الحركة مثل تلك التي تقذفها الشمس من خلال الرياح الشمسية، وكذلك يمكن إستخدامها لجمع جسيمات كبيرة مثل تلك التي تتواجد في ذؤابة المذنب. المركبة الفضائية المعروفة باسم ستارداست تبنت هذه التقنية.

## البعثات

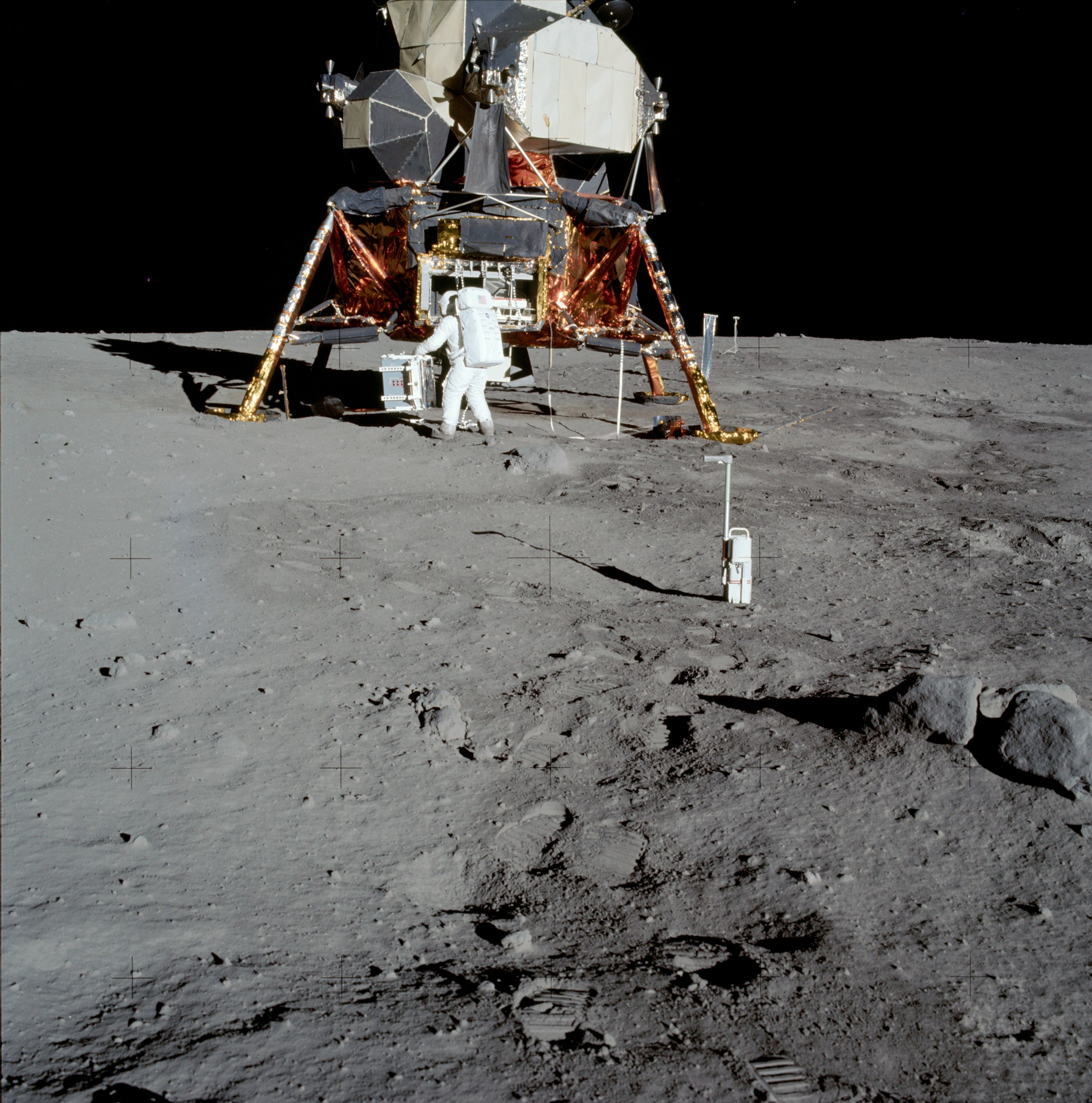
أبولو 11 كانت أول بعثة تنجح في جلب عينات من مكان خارج الأرض

بعثة أبولو 11 في يوليو 1969 كانت أول بعثة تنجح في جلب عينات من كوكب آخر إلى الأرض. واحضرت معها حوالي 22 كيلوغرام من تربة القمر وتلتها أبولو 12 التي احضرت معها 34 كيلوغرام.

### مأهولة
| تاريخ الإطلاق            | البلد                      | اسم المهمة                      | أصل العينة                                              | العينات التي احضرت      | تاريخ العودة   | نتيحة المهمة     |
| ------------------------ | -------------------------- | ------------------------------- | ------------------------------------------------------- | ----------------------- | -------------- | ---------------- |
| 16 يوليو 1969            | الولايات المتحدة           | أبولو 11                        | القمر                                                   | 22 كيلوغرام (49 رطل)    | 24 يوليو 1969  | نجاح             |
| 14 نوفمبر 1969           | الولايات المتحدة           | أبولو 12                        | القمر                                                   | 34 كيلوغرام (75 رطل)    | 24 نوفمبر 1969 | نجاح             |
| 11 أبريل 1970            | الولايات المتحدة           | أبولو 13                        | القمر                                                   | —                       | 17 أبريل 1970  | فشل              |
| 31 يناير 1971            | الولايات المتحدة           | أبولو 14                        | القمر                                                   | 43 كيلوغرام (95 رطل)    | 9 فبراير 1971  | نجاح             |
| 26 يوليو 1971            | الولايات المتحدة           | أبولو 15                        | القمر                                                   | 77 كيلوغرام (170 رطل)   | 7 أغسطس 1971   | نجاح             |
| 16 أبريل 1972            | الولايات المتحدة           | أبولو 16                        | القمر                                                   | 95 كيلوغرام (209 رطل)   | 27 أبريل 1972  | نجاح             |
| 7 ديسمبر 1972            | الولايات المتحدة           | أبولو 17                        | القمر                                                   | 111 كيلوغرام (245 رطل)  | 19 ديسمبر 1972 | نجاح             |
| 22 مارس 1996             | الولايات المتحدة / · روسيا | جمع الحطام الأرضي-المداري       | المدار الأرضي المنخفض                                   | جسيمات                  | 6 أكتوبر 1997  | نجاح             |
| منتصف 2020 (في المستقبل) | الولايات المتحدة           | أوريون المهمة الإستكشافية رقم 3 | جزء من الكويكبات التي تبعد عن المدار القمري (70,000 كم) | عينات من الصخور والتربة | منتصف 2020     | مخطط لها مستقبلا |

### غير مأهولة
| تاريخ الإطلاق  | البلد            | اسم البعثة            | أصل العينة     | العينات التي احضرت   | تاريخ العودة   | نتيجة البعثة |
| -------------- | ---------------- | --------------------- | -------------- | -------------------- | -------------- | ------------ |
| 14 يونيو 1969  | الاتحاد السوفيتي | لونا إي-8-5 رقم 402   | القمر          | —                    | —              | فشل          |
| 13 يوليو 1969  | الاتحاد السوفيتي | لونا 15               | القمر          | —                    | —              | فشل          |
| 23 سبتمبر 1969 | الاتحاد السوفيتي | كوزموس 300            | القمر          | —                    | —              | فشل          |
| 22 أكتوبر 1969 | الاتحاد السوفيتي | كوزموس 305            | القمر          | —                    | —              | فشل          |
| 6 فبراير 1970  | الاتحاد السوفيتي | لونا إي-8-5 رقم 405   | القمر          | —                    | —              | فشل          |
| 12 سبتمبر 1970 | الاتحاد السوفيتي | لونا 16               | القمر          | 101 غرام (3.6 أونصة) | 24 سبتمبر 1970 | نجاح         |
| 2 سبتمبر 1971  | الاتحاد السوفيتي | لونا 18               | القمر          | —                    | —              | فشل          |
| 14 فبراير 1972 | الاتحاد السوفيتي | لونا 20               | القمر          | 55 غرام (1.9 أونصة)  | 25 فبراير 1972 | نجاح         |
| 2 نوفمبر 1974  | الاتحاد السوفيتي | لونا 23               | القمر          | —                    | —              | فشل          |
| 16 أكتوبر 1975 | الاتحاد السوفيتي | لونا إي-8-5إم رقم 412 | القمر          | —                    | —              | فشل          |
| 9 أغسطس 1976   | الاتحاد السوفيتي | لونا 24               | القمر          | 170 غرام (6.0 أونصة) | 22 أغسطس 1976  | نجاح         |
| 7 فبراير 1999  | الولايات المتحدة | ستارداست              | ويلد 2         | جسيمات               | 15 يناير 2006  | نجاح         |
| 8 أغسطس 2001   | الولايات المتحدة | جينيسيس               | الرياح الشمسية | جسيمات               | 9 سبتمبر 2004  | نجاح (جزئي)  |
| 9 مايو 2003    | اليابان          | هايابوسا              | إيتوكاوا 25143 | جسيمات               | 13 يونيو 2010  | نجاح (جزئي)  |
| 8 نوفمبر 2011  | روسيا            | فوبوس-جرانت           | فوبوس          | —                    | —              | فشل          |
| 3 ديسمبر 2014  | اليابان          | هايابوسا 2            | 162173 ريوجو   | —                    | ديسمبر 2020    | قائمة        |
| 8 سبتمبر 2016  | الولايات المتحدة | أوسايرس-ركس           | بينو 101955    | —                    | 2023           | قائمة        |
| 2017           | الصين            | تشانغ آه-5            | القمر          | 02 كيلوغرام          | 16 ديسمبر 2020 | نجاح         |